# محمد بن لعبون
محمد بن حمد بن لعبون (1204هـ/1790م - 1247هـ/1831م) يعد من أشهر أعلام الشعر النبطي في الجزيرة العربية ، عاش في أوائل القرن التاسع عشر الميلادي (الثالث عشر الهجري). وله شعر غنائي جميل اشتهر بابن لعبون. وتوفي في الكويت في سنة الطاعون.

## نسبه
محمد بن حمد بن محمد بن ناصر بن عثمان بن لعبون بن ناصر بن حمد بن إبراهيم بن حسين بن مدلج الوائلي

## علاقاته
ساعدت عبقرية ابن لعبون الشعرية وشخصيته المرحة الطربة في توطيد علاقاته مع كثير من وجهاء وأعيان نجد والزبير والكويت والأحساء والبحرين والهند وورد في شعره ذكر كبار شخصيات عصره، وفي صغره مدح آل سعود ومنهم عمر بن سعود بن عبد العزيز بقصائد كثيرة، ومدح شيخ الزبير محمد بن إبراهيم بن ثاقب، والشيخ ضاحي بن عون وابنه أحمد، والشيخ أحمد بن محمد بن تركي السديري، والشيخ جابر بن عبد الله الصباح، وكانت له علاقات ومراسلات مع عدد من وجهاء المنطقة، كالحاج يوسف اليعقوب البدر والشاعر عبد الجليل الطبطبائي وغيرهما.

## تميزه
استضيف الأديب الراحل خالد الفرج في برنامج خاص عن حياة الشاعر محمد بن لعبون في بث إذاعي من الكويت عام 1953هـ، وقد أشاد الفرج بالشاعر محمد بن لعبون قائلاً: «إن محمد بن لعبون هو المتنبي الثاني من حيث ماتنة شعره، وكثرة الأمثلة والحكم، وإنه طرق أبواب عديدة لم يطرقها شاعر من قبله» ، مزج ابن لعبون لهجته النجدية بلهجة الزبير (العراق)، وشيء من لهجة ساحل الخليج العربي، فأصبحت لغةُ قصائدِه مقبولةً يفهما جميع الخليج، وتجاوزت حدود اللهجات المعزولة.

## قصته
ولد عام 1204هـ وتوفي عام 1247هـ. ولد في بلدة حرمة بنجد ثم رحل مع أهله إلى بلدة ثادق، ثم رحل وحده إلى الزبير قرب البصرة في العراق. ثم ترك الزبير في إثر حادثة له مع حاكمها إلى البحرين ثم الكويت وبها توفي بالطاعون. نشأ محمد بن لعبون في بيت علم وأدب، ووالده الشيخ حمد بن محمد بن لعبون كان مشهوراً بمعرفته بالأنساب والتاريخ. ويدل شعر محمد بن لعبون على إطلاعه الأدبي وثقافته وتأثره بقصائد الأولين. يلقب (بأمير شعراء النبط) لقوة قصائدة وجمالها له القصيدة المشهورة المسماة (المهملة) وهي عبارة عن حوالي 30 بيت كلها دون نقط وذلك لاشك بأنه دليل قاطع على تمكن الشاعر وقدرته على الابداع وفيما يلي جزء من قصيدته:
إن من أوائل ما ذكر عن شعره وهو صغير ربما في الرابعة أو الخامسة من عمره عندما ارتجل أبياتاً من شعر كرد فعل لتمنع أمه أن تعطيا تمراً، فقد عاد الولد ظهراً من الدرس وكان جائعاً فطلب من امه تمراً فتمنعت بحجة أن المفتاح قد ضاع، وربما كان ذلك تعذراً من الوالدة حتى يأتي والده وتجتمع العائلة كلها للغداء، لم يقتنع محمد بهذا العذر فصعد إلى السطح وركب الجدار وأخذ ينادي بأعلى صوته بحثا عن المفتاح أو إحراجاً لوالدته لتفتح له مخزن التمر ويقول:
خرج ابن لعبون من نجد وظل قلبه معلقا بها وبأحبته فيها ونظم في ذلك شعراً بثه حنينه وشوقه لهم ولديارهم ودعاءه لبلده ثادق وسكانها بالخير العميم والغيوم المرناة، ومن ذلك قوله:
على الرغم من أن محمد بن لعبون عاش فترة من عمره في الكويت (14 سنة هجرية) إلا أن شعره لم يكن متأثراً بالبيئة الكويتية وظل يذكر الزبير ولعل ذلك لأنه خرج مكرهاً منها وقلبه معلق هناك وظل يذكر أحبته هناك وخاصة (مي) والتي حرم عنها بسبب سفره وزواجها ومن ثم وفاتها. كما إنه لم يكن مستقر الأقامة في الكويت حيث يسافر أحياناً للبحرين ثم يرجع للكويت. ومن المواضع التي ذكرها والتي يصف فيها موقعاً كويتياً:
عرف محمد بن لعبون بشعر الغزل، وذكره الشاعر خالد الفرج :«فقد كان ميالاً إلى اللهو والبطالة»  وكانت هذه نظرة الناس إليه في ذلك الوقت. لكن للشاعر محمد بن لعبون قصائد تدل على تعلقه واهتمامه للدين والتي تقابل نظرة الناس إليه. وربما نظرة الناس له كانت بسبب اشتهاره بقصائد الغزل. وقد قال الشاعر
ومن قصائده الشهيرة قصيدته التي قالها وهو في البحرين حينما كان في أحد أسواقها وكانت إحدى النساء قد بان شيئاً من وجهها (وقد تكون محاولة منها للفت أنظار الشاعر) فصادف ذلك مرور أخيها فأراد الشاعر أن ينبهها دون أن يحس أخوها بذلك فقال هذه الأبيات:

## وصيته بن الحقيقة والخيال
مات ابن لعبون في مدينة الكويت ودفن فيها، وهذا لا غبار عليه، وونسجت حول قبره روايات اختلطت فيها الحقيقة بالخيال، ومن ذلك قول بعضهم
إن ابن لعبون أوصى أن يدفن على قارعة الطريق التي تمر بها النساء عند ذهابهن وإيابهن إلى البحر، و مثلها ما يشاع
عن أبيات تنسب إلى ابن لعبون في تحديد مواعيد لقائه بالنساء على السَّيف، ربما تكون شيئاً من الأساطير الكثيرة التي حيكت حوله والسبب في القول بأن هذه المقولة أو الوصية خيالية أن ابن لعبون مات بداء الطاعون، وأن الإنسان في مثل هذه الحالة لا يمكن أن في أين يُدفن فضلاً عن أن يوصي بذلك 

## صدر عنه
- أمير شعراء النبط محمد بن لعبون (سيرته ودراسة في شعره)، تأليف: د. عبد العزيز بن عبد الله بن لعبون. 1997م.[9]
- ابن لعبون (حياته وشعره)، تأليف: أبو عبد الرحمن بن عقيل الظاهري. 1997م.[10]

## أماكن سميت باسمه
- شارع محمد بن لعبون في منطقة العرقوبه جنوب العكارش
- شارع منطقه النزهة في دوله الكويت التابعة لمحافظه العاصمة
- شارع محمد ابن لعبون في حي غبيرة - السعودية

## وصلات خارجية
- محمد بن لعبون.. أيقونة الشعر